# シャキール・コールサースト
シャキル・タイショーン・コールサースト（Shaquile Tyshan Coulthirst, 1994年11月2日 - ）は、イングランド・ロンドン・ハックニー区出身のサッカー選手。エブスフリート・ユナイテッドFC所属。ポジションはFW(CF)。
「シャック」の愛称で知られ、登録名も「シャック・コールサースト」にしている。性は「クルサースト」や「コウルサースト」の表記も見受けられる。

## 経歴
ユース時代からトッテナム・ホットスパーFCで過ごし、2013-14シーズンのUEFAヨーロッパリーグの第6節FCアンジ・マハチカラ戦で77分にロベルト・ソルダードに代わり出場し、トップチームデビューを果たした。しかし、以降トップチームに定着できず、公式戦に出場することはなかった。
2017年から加入したリーグ2のバーネットFCでは2017-18シーズンに9月の月間最優秀選手に選出された。